# 130007 Frankteti
130007 Frankteti este o planetă minoră (asteroid), cu un diametru de 2,38 km, din centura de asteroizi. A fost descoperită pe 4 noiembrie 1999 la Catalina Station⁠(d) de Catalina Sky Survey. 
Obiectul prezintă o orbită caracterizată de o semiaxă mare de 2,7925504374755 UAi, o excentricitate de 0,16, o înclinație de 7,8 ° în raport cu ecliptica.